# Parcul Amazonian al Guyanei

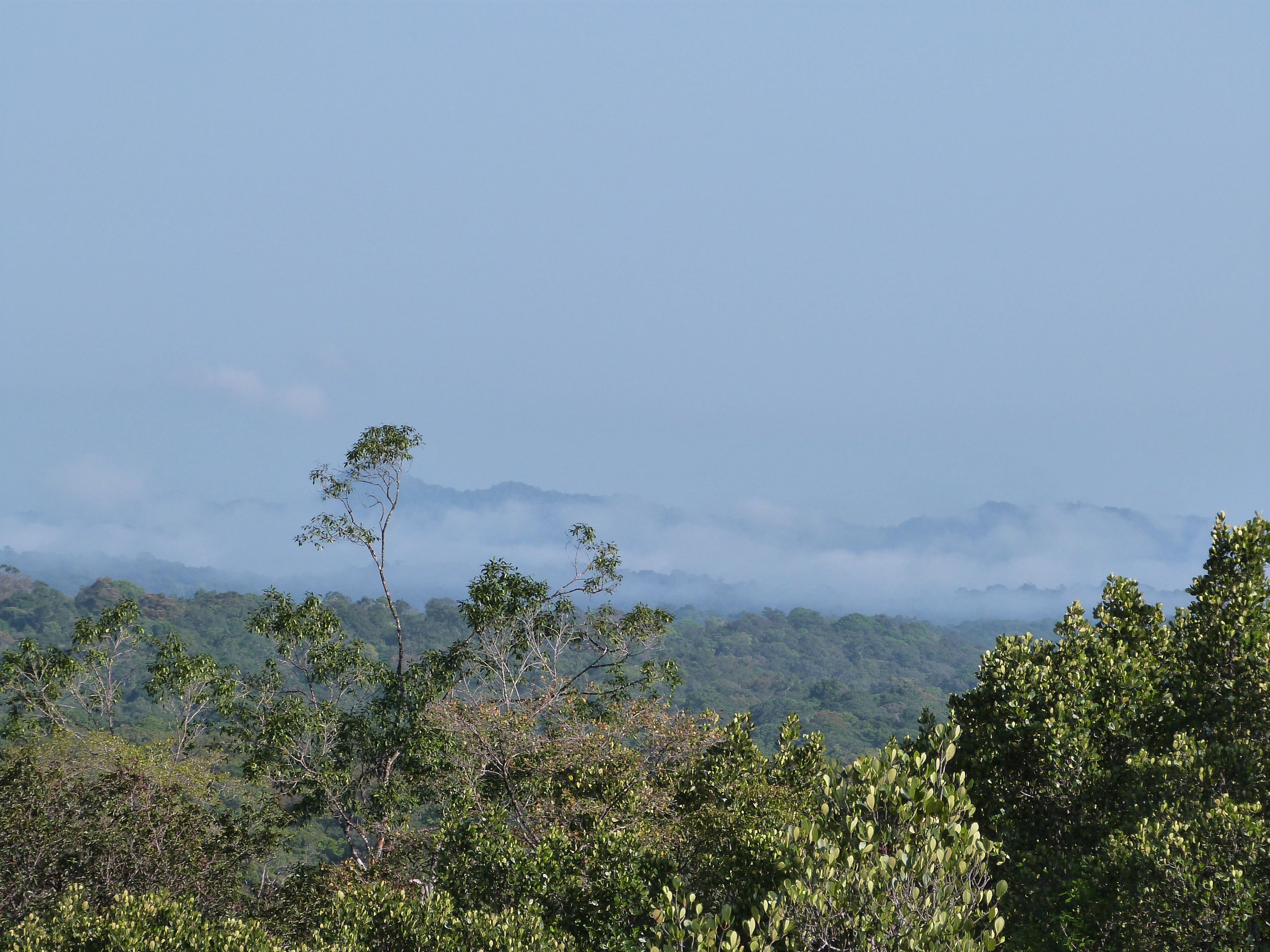
Parcul Amazonian al Guyanei

Parcul Amazonian al Guyanei, în limba franceză: Parc amazonien de Guyane, este un parc național francez care protejează o parte din pădurea amazoniană situată pe teritoriul Guyanei Franceze. Inaccesibilă de pe litoral altfel decât cu avionul sau cu piroga, ea se întinde pe 33.900 de kilometri pătrați din această pădure ecuatorială, de la apariția decretului de creare în Journal officiel la 27 februarie 2007 .
Este cel mai mare parc național francez.
A fost constituit din teritorii aparținând comunelor Camopi, Maripasoula, Papaïchton, Saint-Élie și Saül.
Împreună cu Parcul Național Tumucumaque (38.800 de km²), din Brazilia vecină, Parcul Amazonian al Guyanei formeză spațiul protejat de pădure tropicală cel mai vast din lume.

### Articole conexe
- Guyana Franceză
- Parc național